# Louarsab Ier
Louarsab Ier (en géorgien : ლუარსაბ I ; né en 1502/1509, mort vers 1556/1558) est roi de Karthli de 1534 à 1556.

## Biographie
Fils du roi David X et de son épouse Miran Gul,, il succède à son oncle Georges IX de Karthli lorsque celui-ci, suivant l’exemple de son frère aîné, se retire dans un couvent.
Le règne de Louarsab Ier coïncide avec la montée en puissance de la dynastie séfévide en Perse, dont les souverains organisent des agressions récurrentes en Géorgie orientale. Shah Tahmasp Ier commande en personne pas moins de quatre invasions en 1541, 1547,1551 et 1554. Louarsab Ier perd sa capitale Tiflis en 1541 mais il parvient cependant à conserver son royaume.
En 1545, il soutient son beau-père et voisin le roi Bagrat III d'Iméréthie contre les Ottomans. Les deux alliés subissent une défaite majeure lors de la bataille de Sokhoistas (en). Louarsab Ier lance en vain un appel aux monarchies européennes et au Pape Paul III pour obtenir des secours afin de maintenir son influence sur l’ensemble des territoires géorgiens.
À la fin de la décennie 1540, il organise une guérilla contre les Persans et réussit à étendre son influence provisoirement sur le Samtskhé et l'Artanoudji, avant qu’il ne doive abandonner ces régions à Shah Tahmasp Ier et se réfugier en Iméréthie entre  1551–1554.
À la suite du traité d’Amasya délimitant en 1555 les zones d’influence en Géorgie entre la Perse et l’Empire ottoman, Louarsab se rétablit au Karthli et continue à résister. L’Iran, qui se considère désormais comme le suzerain de la Géorgie orientale, envoie une armée commandée par le beglar-beg du Karabagh envahir le Karthli. Le roi, déjà âgé, confie le commandement des forces géorgiennes à son fils aîné Simon. L’armée perse est mise en fuite à Garisi vers 1556/1558, mais le vieux roi Louarsab, qui assiste au combat du haut d’une colline entouré de quelques fidèles, est mortellement blessé par des fuyards. Après sa mort, le trône revient à son fils aîné Simon Ier.

## Union et descendance
Louarsab Ier épouse le 25 mars 1526 Thamar (morte en 1556), fille du roi Bagrat III d'Iméréthie, dont il a :
- Simon Ier ;
- une fille au prénom inconnu, épouse de Kékakaous Tchkhéidzé ;
- Daoud Khan ;
- Vakhtang ;
- Léon ;
- un garçon au prénom inconnu, mort en 1536.